# Interestatal 12

La Interestatal 12 (abreviada I-12) es una Autopista Interestatal que tiene todo su trazado en el Estado de Luisiana, Estados Unidos. Comienza en Baton Rouge Luisiana donde se ramifica de la Interestatal 10, hasta la orilla del norte del lago Pontchartrain y extremos en la intersección de las Interestatal 10 y la Interestatal 59 cerca de Slidell Luisiana. Durante 1993, la legislatura estatal modificó el nombre a "Republic of West Florida Parkway". Esta ruta tiene una longitud de 137.74 km.

## Ciudades principales en la ruta
- Baton Rouge (Luisiana)
- Hammond (Luisiana)
- Slidell (Luisiana)

## Lista de salidas
| Parroquia                                                             | Lugar                                            | Salida                                           | Destino                                           | Notas                                                    |                                                  |
| Inicio - Interestatal 10 - Baton Rouge, Luisiana                      | Inicio - Interestatal 10 - Baton Rouge, Luisiana | Inicio - Interestatal 10 - Baton Rouge, Luisiana | Inicio - Interestatal 10 - Baton Rouge, Luisiana  | Inicio - Interestatal 10 - Baton Rouge, Luisiana         | Inicio - Interestatal 10 - Baton Rouge, Luisiana |
| --------------------------------------------------------------------- | ------------------------------------------------ | ------------------------------------------------ | ------------------------------------------------- | -------------------------------------------------------- | ------------------------------------------------ |
| East Baton Rouge                                                      | Baton Rouge                                      |                                                  | I-10 - Baton Rouge                                |                                                          |                                                  |
| East Baton Rouge                                                      | Baton Rouge                                      | 1A                                               | I-10 - Nueva Orleans                              |                                                          |                                                  |
| East Baton Rouge                                                      | Baton Rouge                                      | 1B                                               | LA 3064 (Essen Lane)                              | Salida hacia el este y entradas por el este y el oeste.  |                                                  |
| East Baton Rouge                                                      | Baton Rouge                                      | 1B                                               | LA 1068/LA 73 (Drusilla Lane) - Jefferson Highway | Salida por el este y entrada solo por el oeste.          |                                                  |
| East Baton Rouge                                                      | Baton Rouge                                      | 2A                                               | U.S. Route 61 (Airline Highway)                   |                                                          |                                                  |
| East Baton Rouge                                                      | Baton Rouge                                      | 2B                                               | U.S. 61 (Airline Highway)                         |                                                          |                                                  |
| East Baton Rouge                                                      | Baton Rouge                                      | 4                                                | Sherwood Forest Boulevard                         |                                                          |                                                  |
| East Baton Rouge                                                      | Baton Rouge                                      | 6                                                | Millerville Road                                  |                                                          |                                                  |
| East Baton Rouge                                                      | Baton Rouge                                      | 7                                                | LA 3245 (O'Neal Lane)                             |                                                          |                                                  |
| East Baton Rouge-Livingston límite de parroquias                      | East Baton Rouge-Livingston límite de parroquias | cruza el Río Amite                               | cruza el Río Amite                                | cruza el Río Amite                                       |                                                  |
| Livingston                                                            | Denham Springs                                   | 10                                               | LA 3002 - Denham Springs                          |                                                          |                                                  |
| Livingston                                                            |                                                  | 12                                               | LA 1026 (Juban Road)                              | Abierto el 20 de abril de 2007.                          |                                                  |
| Livingston                                                            | Walker                                           | 15                                               | LA 447 Port Vincent, Walker                       |                                                          |                                                  |
| Livingston                                                            |                                                  | 19                                               | Colyell, Satsuma                                  |                                                          |                                                  |
| Livingston                                                            | Livingston                                       | 22                                               | LA 63 - Frost, Livingston                         |                                                          |                                                  |
| Livingston                                                            |                                                  | 29                                               | LA 441 - Holden                                   |                                                          |                                                  |
| Livingston                                                            |                                                  | 32                                               | LA 43 - Springfield, Albany                       |                                                          |                                                  |
| Livingston-Tangipahoa límite de parroquias                            | Livingston-Tangipahoa límite de parroquias       | cruza el Río Natalbany                           | cruza el Río Natalbany                            | cruza el Río Natalbany                                   |                                                  |
| Tangipahoa                                                            |                                                  | 35                                               | Pumpkin Center Road, Baptist                      |                                                          |                                                  |
| Tangipahoa                                                            |                                                  | 38A                                              | I-55 - Nueva Orleans                              |                                                          |                                                  |
| Tangipahoa                                                            |                                                  | 38B                                              | I-55 - Jackson                                    |                                                          |                                                  |
| Tangipahoa                                                            | Hammond                                          | 40                                               | U.S. Route 51 - Ponchatoula, Hammond              | Salida para llegar a la Universidad del Sur de Luisiana. |                                                  |
| Tangipahoa                                                            |                                                  | 43                                               | LA 3158 (Airport Road)                            |                                                          |                                                  |
| Tangipahoa                                                            |                                                  | 47                                               | LA 445 - Robert                                   |                                                          |                                                  |
| St. Tammany                                                           |                                                  | 57                                               | LA 1077 - Goodbee                                 |                                                          |                                                  |
| St. Tammany                                                           |                                                  | 59                                               | LA 21 - Madisonville, Covington                   |                                                          |                                                  |
| St. Tammany                                                           |                                                  | 63A                                              | U.S. Route 190 - Mandeville                       | Salida para llegar al Lake Pontchartrain Causeway.       |                                                  |
| St. Tammany                                                           |                                                  | 63B                                              | U.S. 190 - Covington                              | Salida para llegar a Bogalusa.                           |                                                  |
| St. Tammany                                                           |                                                  | 65                                               | LA 59 - Mandeville, Abita Springs                 |                                                          |                                                  |
| St. Tammany                                                           |                                                  | 74                                               | LA 434 - Lacombe, Saint Tammany                   |                                                          |                                                  |
| St. Tammany                                                           | Slidell                                          | 80                                               | Northshore Boulevard, Airport Road                |                                                          |                                                  |
| St. Tammany                                                           | Slidell                                          | 83                                               | U.S. Route 11 - Slidell, Pearl River              |                                                          |                                                  |
| St. Tammany                                                           |                                                  | 85A                                              | I-10 - New Orleans                                |                                                          |                                                  |
| St. Tammany                                                           |                                                  | 85B                                              | I-59 - Hattiesburg                                |                                                          |                                                  |
| St. Tammany                                                           |                                                  | 85C                                              | I-10 - Bay St. Louis                              |                                                          |                                                  |
| Termina - Interestatal 10/ Interestatal 59 cerca de Slidell, Luisiana |                                                  |                                                  |                                                   |                                                          |                                                  |